# Gurten (berg)

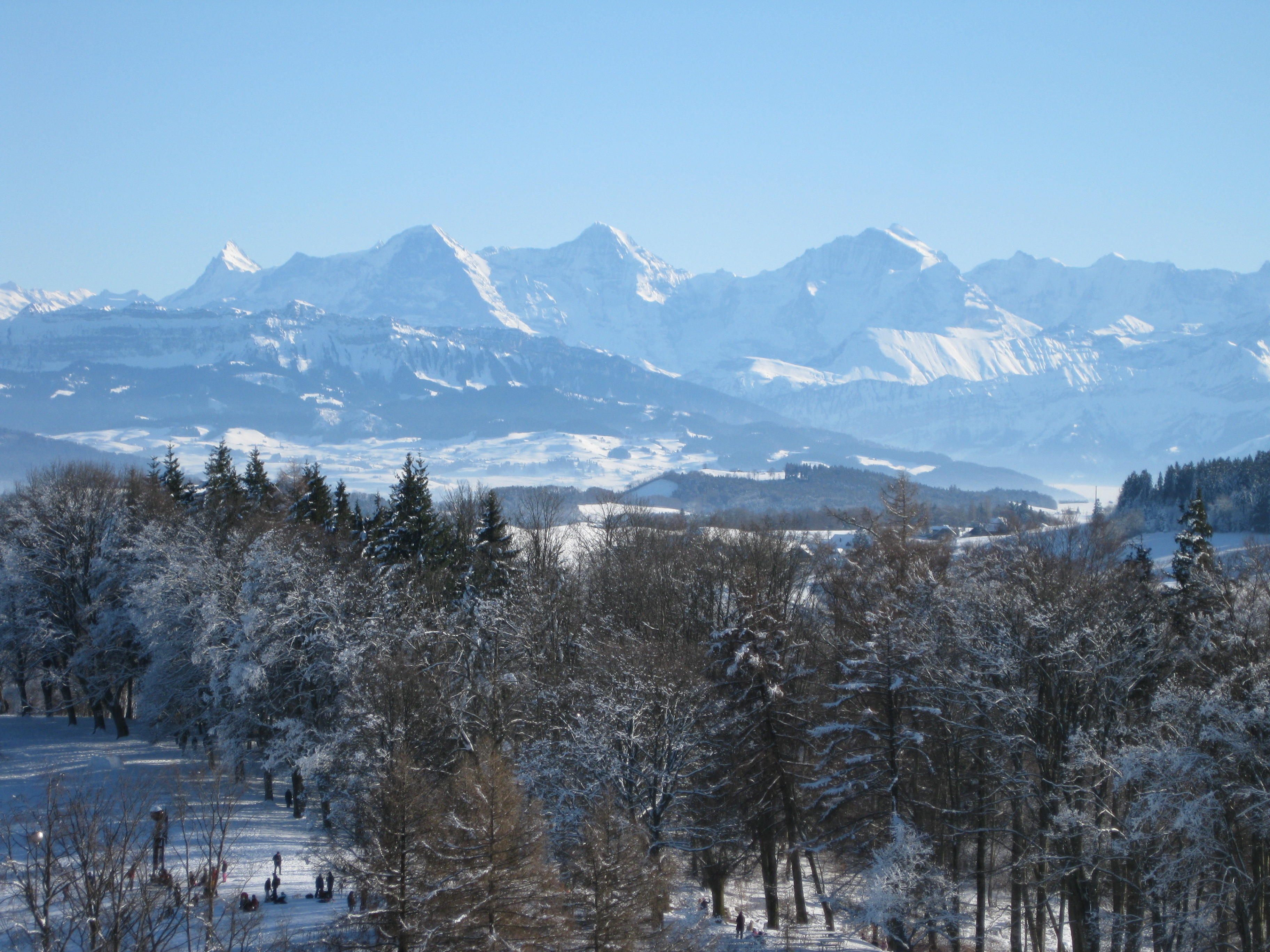
Uitzicht vanaf de Gurten naar de Eiger, Mönch en Jungfrau.

De Gurten is een heuvel net ten zuiden van Bern.
De platte top is 858 meter hoog en biedt uitzicht op Bern, het Juragebergte en de Alpen. Faciliteiten op de Gurten zijn een hotel, restaurants, een uitkijktoren van 25 meter hoog en een kinderspeelplaats. Wintersportfaciliteiten zijn beschikbaar in de winter. Het Gurtenfestival, een muziekfestival, wordt elk jaar gehouden in het midden van juli.
De Gurten is te voet bereikbaar, of door de Gurten-kabelbaan van Wabern. Wabern is vanuit het centrum van Bern zelf te bereiken met tram, trein of auto.